# مهاجرت جانوران

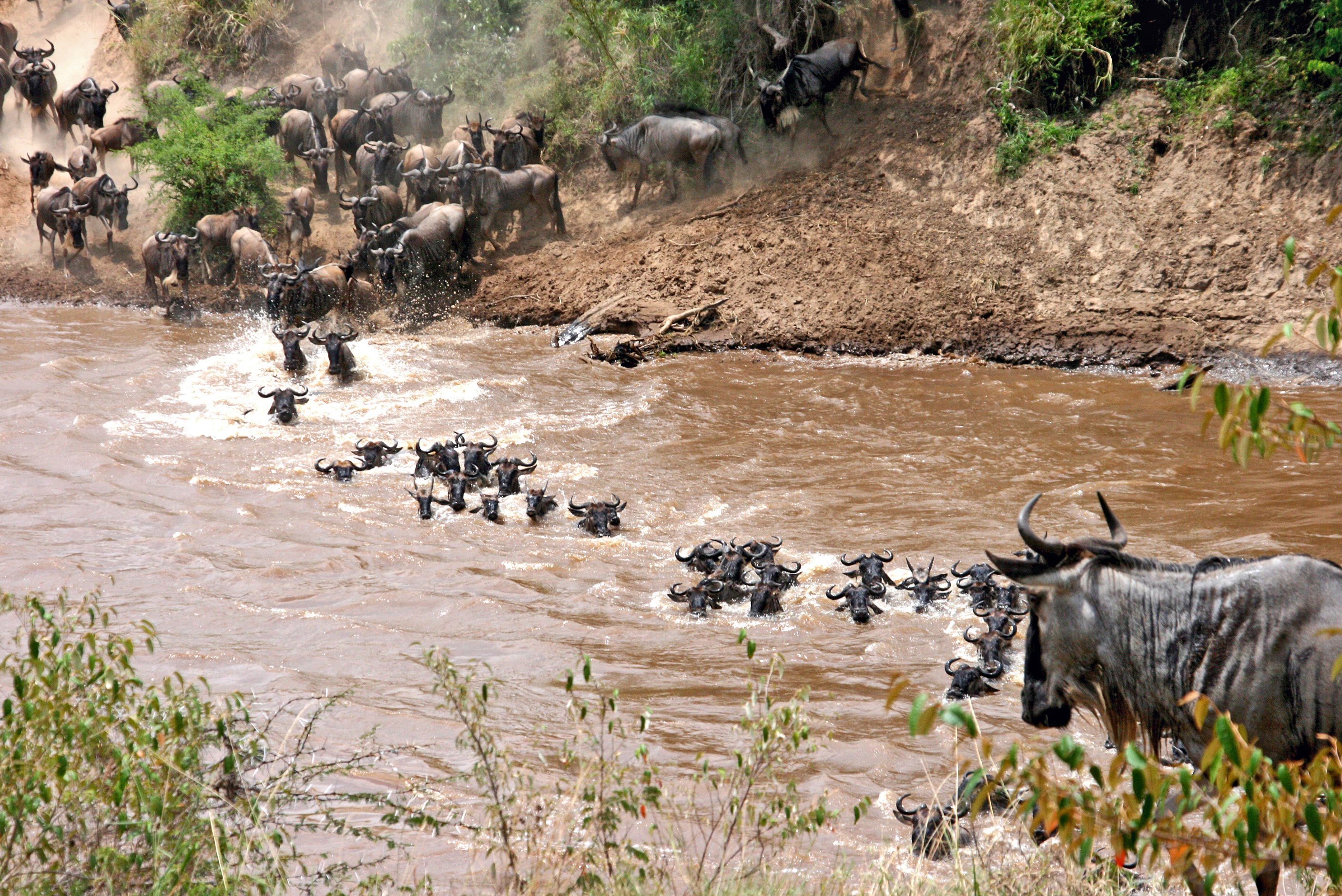

مهاجرت جانوران یا کوچ جانوران، به سفر منظم و غریزی جانوران از جایی به جایی دیگر گفته می‌شود. این سفرها اغلب با تغییر فصل‌ها ارتباط دارند. هر سال بسیاری از جانوران برای فرار از زمستان‌های سرد، هنگامی که یافتن غذا دشوار است، صدها و بلکه هزاران کیلومتر سفر می‌کنند. جانوران به‌طور معمول پیش از شروع زمستان، در یک مسیر یا جهت، سفر می‌کنند و در بهار سال بعد، بازمی‌گردند.

## کوچ پرندگان

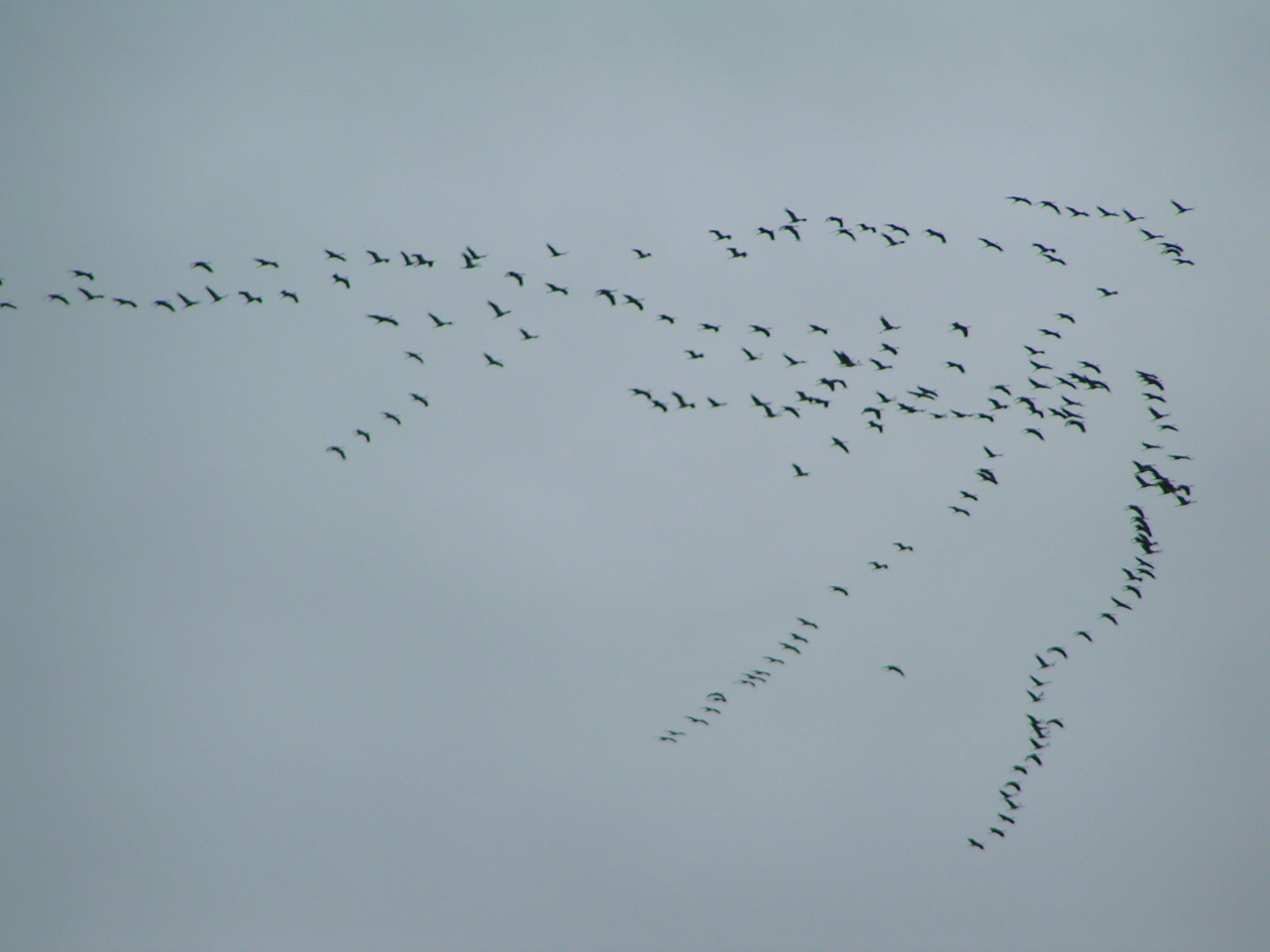
مهاجرت Grus grus در اوت-وین (Haute-Vienne) فرانسه

پرندگان مهاجر از مهم‌ترین انواع جانوران مهاجرند. فاخته و پرستو و بسیاری دیگر از پرندگان حشره‌خوار، طی تابستان که حشره‌ها فراوانند، در اروپا و آمریکای شمالی زندگی می‌کنند. سپس برای گذراندن زمستان در سرزمین‌های گرمتر، به سمت جنوب پرواز می‌کنند. برخی از غازها و اردک‌ها طی تابستان در سرزمین‌های دور شمالی تولید مثل می‌کنند. اما هنگامی که آب دریاچه‌ها شروع به یخ‌زدن می‌کنند، در جستجوی غذا به جنوب پرواز می‌کنند. پرستوی دریایی شمالگان بیشترین طول سفر را دارد. هر سال این پرنده از شمال به جنوب و بالعکس پرواز می‌کند؛ بنابراین در ماه‌های تابستان از هر دو جا بهره می‌برد.

## مهاجرت حشرات
برخی از حشره‌ها هم مهاجرت می‌کنند. برای مثال، میلیون‌ها پروانه‌ی مونارک برای گذراندن زمستان در سرزمین‌های گرمتر، از کانادا به آمریکا مهاجرت می‌کنند آن‌ها در بهار تولید مثل می‌کنند و به سرعت می‌میرند. سپس فرزندانشان سفر به شمال را ادامه می‌دهند.